# Biserica Ortodoxă Română din Episkopeio
Biserica Ortodoxă Română din satul Episkopeio, Cipru, este un lăcaș de cult dedicat Sfânta Muceniță Chiriachi și Sfântul Ioan Hozevitul. Aceasta reprezintă un important punct de referință spirituală pentru comunitatea românească din Cipru și pentru ortodocșii din zonă.

## Istorie și Context
Construcția bisericii a început ca urmare a nevoii comunității românești din Cipru de a avea un spațiu propriu de rugăciune și celebrare religioasă. Înființarea acestui lăcaș a fost posibilă prin implicarea activă a Episcopiei Ortodoxe a Ciprului și a autorităților locale, care au oferit sprijin logistic și material pentru realizarea proiectului.
Lăcașul a fost construit pe terenul pus la dispoziție de Episcopia din Cipru, situat în satul Episkopeio, în apropierea capitalei Nicosia. Prima piatră de temelie a fost așezată în 2012, iar biserica a fost inaugurată și sfințită în anul 2014, devenind un simbol al legăturii dintre Biserica Ortodoxă Română și cea din Cipru.

## Arhitectură și Design
Biserica este construită într-un stil arhitectural tradițional ortodox, cu influențe bizantine. Clădirea are o formă simplă și elegantă, iar iconografia sa reflectă atât tradițiile românești, cât și pe cele cipriote. Picturile murale și icoanele din interior sunt lucrări ale unor artiști ortodocși talentați, care au integrat simboluri și elemente specifice ambelor culturi.
Un element deosebit este faptul că biserica este dedicată Sfânta Muceniță Chiriachi, o sfântă venerată atât în tradiția ortodoxă cipriotă, cât și în cea românească. De asemenea, Sfântul Ioan Hozevitul, originar din România, aduce o legătură directă cu spiritualitatea românească.

## Activități și Rol Comunitar
Biserica Ortodoxă Română din Episkopeio nu este doar un loc de cult, ci și un centru al vieții comunitare pentru românii din Cipru. Aici se desfășoară slujbe regulate, inclusiv Sfânta Liturghie, botezuri și cununii, toate oficiate în limba română.
Comunitatea organizează, de asemenea, evenimente culturale și sociale, precum sărbători tradiționale, coruri bisericești și activități educative pentru copii. Biserica reprezintă un spațiu de unitate pentru diaspora românească, promovând atât credința, cât și tradițiile culturale românești.
1. ↑  „Agia Kyriaki Megalomartyra and Agio Ioanni Hozeviti Romanian Orthodox Church, Episkopeio Village”. cyprusisland.net. Accesat în 23 ianuarie 2025.
2. ↑  „Biserica românească din Cipru”. intocyprus.blogspot.com. Accesat în 23 ianuarie 2025.
3. ↑  „Biserica românească din Cipru”. intocyprus.blogspot.com. Accesat în 23 ianuarie 2025.